# サーカス団パノラマ島へ帰る
『サーカス団パノラマ島へ帰る (Circus Return To Panorama Island)』は筋肉少女帯の4枚目のアルバム。発売元はバップ／トイズファクトリー。

## 解説
22期メンバーとしては2作目にあたるアルバム。前作のヒットもあり好セールスを記録し、このアルバムに伴うツアーでは初の武道館単独ライブも成功させた。しかしバンドとしてスケジュールが多忙の中製作されたため、「あまり思い入れがない」と後にメンバーは述べている。ギターの橘高文彦が初めて作曲者としてクレジットされたアルバムでもある。
タイトルの「パノラマ島」は、江戸川乱歩の小説「パノラマ島奇譚」に由来する。
リマスタリングが施され、2009年8月19日に再発売された。

## 演奏者
- 大槻ケンヂ - ボーカル
- 橘高文彦 - ギター
- 本城聡章 - ギター
- 内田雄一郎 - ベース
- 太田明 - ドラムス
- ホッピー神山 - キーボード（ゲスト）
- 徳家敦 - キーボード（ゲスト）
- 坂田明 - サックス（ゲスト）
- 久保田安紀 - コーラス（ゲスト）

## 収録曲
| 全作詞: 大槻ケンヂ（M-4, 作詞: 大槻ケンヂ・内田雄一郎・前島明博）。 |                                      |                                                           |                        |                                            |      |
| #                                                                   | タイトル                             | 作詞                                                      | 作曲                   | 編曲                                       | 時間 |
| 1.                                                                  | 「サーカスの来た日」                 | 大槻ケンヂ（M-4, 作詞: 大槻ケンヂ・内田雄一郎・前島明博） | 橘高文彦               | 筋肉少女帯・是永巧一                       | 0:44 |
| 2.                                                                  | 「ビッキー・ホリディの唄」           | 大槻ケンヂ（M-4, 作詞: 大槻ケンヂ・内田雄一郎・前島明博） | 大槻ケンヂ             | 筋肉少女帯・是永巧一                       | 4:33 |
| 3.                                                                  | 「詩人オウムの世界」                 | 大槻ケンヂ（M-4, 作詞: 大槻ケンヂ・内田雄一郎・前島明博） | 橘高文彦               | 筋肉少女帯・是永巧一                       | 4:06 |
| 4.                                                                  | 「労働者M」                          | 大槻ケンヂ（M-4, 作詞: 大槻ケンヂ・内田雄一郎・前島明博） | 内田雄一郎・前島明博   | 筋肉少女帯・是永巧一                       | 4:14 |
| 5.                                                                  | 「アメリカン・ショートヘアーの少年」 | 大槻ケンヂ（M-4, 作詞: 大槻ケンヂ・内田雄一郎・前島明博） | 内田雄一郎・橘高文彦   | 筋肉少女帯・是永巧一                       | 7:25 |
| 6.                                                                  | 「23の瞳」                           | 大槻ケンヂ（M-4, 作詞: 大槻ケンヂ・内田雄一郎・前島明博） | 大槻ケンヂ             | 筋肉少女帯・是永巧一                       | 3:21 |
| 7.                                                                  | 「電波Boogie」                       | 大槻ケンヂ（M-4, 作詞: 大槻ケンヂ・内田雄一郎・前島明博） | 筋肉少女帯             | 筋肉少女帯・是永巧一                       | 2:45 |
| 8.                                                                  | 「パノラマ島へ帰る」                 | 大槻ケンヂ（M-4, 作詞: 大槻ケンヂ・内田雄一郎・前島明博） | 大槻ケンヂ             | ホッピー神山・是永巧一                     | 3:41 |
| 9.                                                                  | 「航海の日」                         | 大槻ケンヂ（M-4, 作詞: 大槻ケンヂ・内田雄一郎・前島明博） | 橘高文彦               | 筋肉少女帯・是永巧一                       | 2:35 |
| 10.                                                                 | 「また会えたらいいね」               | 大槻ケンヂ（M-4, 作詞: 大槻ケンヂ・内田雄一郎・前島明博） | 大槻ケンヂ・内田雄一郎 | 筋肉少女帯・是永巧一                       | 4:23 |
| 11.                                                                 | 「お別れの日」                       | 大槻ケンヂ（M-4, 作詞: 大槻ケンヂ・内田雄一郎・前島明博） | 太田明                 | 筋肉少女帯・是永巧一                       | 0:56 |
| 12.                                                                 | 「元祖高木ブー伝説」                 | 大槻ケンヂ（M-4, 作詞: 大槻ケンヂ・内田雄一郎・前島明博） | 大槻ケンヂ             | 筋肉少女帯・オーケストラアレンジ: 上野耕路 | 3:33 |
| 合計時間:                                                           | 合計時間:                            | 合計時間:                                                 | 合計時間:              | 42:16                                      |      |

### 楽曲解説
1. サーカスの来た日
2. ビッキー・ホリディの唄
3. 詩人オウムの世界
狂った詩人オウムが世界を破滅させようとするストーリー。曲名と内容がオウム真理教の事件に酷似しているが、この曲はオウム真理教が大きな社会問題になる前に作られている。サックスでジャズミュージシャンの坂田明がゲスト参加している。
4. 労働者M
クレジットにある前島明博は大槻・内田のクラスメイト。淡々と工場で働く労働者の葛藤を描いている。この曲のコンセプトはももいろクローバーZの「労働讃歌」に受け継がれている。
5. アメリカン・ショートヘアーの少年
6. 23の瞳
7. 電波Boogie
8. パノラマ島へ帰る
9. 航海の日
10. また会えたらいいね
11. お別れの日
12. 元祖高木ブー伝説
シングル版の一部SE・アレンジをエレキギターに差し替えている。